# 2K Marin
2K Marin，是一家总部位于美国加州马林县诺瓦托的游戏开发商。根据新闻，该工作室的主要重点是与其他2K工作室开发新的知识产权和共同开发产品。
诺瓦托工作室是在2007年生化奇兵发布后从Irrational Games（简称为2K Boston/2K Australia）剥离出来。该工作室在2010年加入2K Marin。
2013年10月，工作室进行裁员。据匿名消息称，员工将在并入湾区新的2K工作室继续他们的工作并由Rod Fergusson领导。此后Rod Fergusson宣布，他已经离开了工作室，在The Coalition为Gears of War工作。非Irrational Games在2014年初关闭，Take-Two公司总裁斯特劳斯泽尔尼克表示，2K Marin将继续掌控生化奇兵系列。肯·莱文将不会参与未来的生化奇兵游戏。

## 游戏列表
| 年份 | 作品                          | 平台 | 平台 | 平台 | 平台 |
| 年份 | 作品                          | Mac  | PS3  | Win  | X360 |
| ---- | ----------------------------- | ---- | ---- | ---- | ---- |
| 2007 | BioShock                      | 是   | 是   | 是   | 是   |
| 2010 | BioShock 2                    | 是   | 是   | 是   | 是   |
| 2013 | The Bureau: XCOM Declassified | 是   | 是   | 是   | 是   |